# فرع الأيتام
فرع ليتام هي بلدية ريفية في جنوب موريتانيا، تقع في دائرة المقامة في ولاية كوركول.

## جغرافيا
تقع بلدية فرع ليتام في جنوب منطقة كوركول وتمتد على مساحة 286 كم². يحدها من الشمال بيلوكت اللطيف وأدباي أهل كلاي ومن الشرق بلديتا أجار وعر ومن الجنوب بلدية تولل ومن الغرب بلدية مقامة.

## تاريخ
تأسست فرع ليتام كمدينة حسب المرسوم في 20 أكتوبر 1987.

## السكان
خلال التعداد العام للسكان والمساكن لعام 2000، كان عدد سكان المدينة حوالي 2 319 نسمة. وخلال عام 2013، بلغ عدد سكان البلدية حوالي 4 639 نسمة، بمعدل نمو سنوي قدره 5,8 % على مدى 13 عامًا.